# Mikayla Mendez
Mikayla Mendez (née le 29 août 1980 à Burbank en Californie) est une actrice pornographique américaine. Elle tourne ses premiers films en 2003 à l'âge de 23 ans et a depuis joué dans 198 films.

## Récompenses
- AVN Award en 2010 dans la catégorie Best Group Sex Scene pour le film 2040[1]